# Thomas Cecil, 1. Earl of Exeter

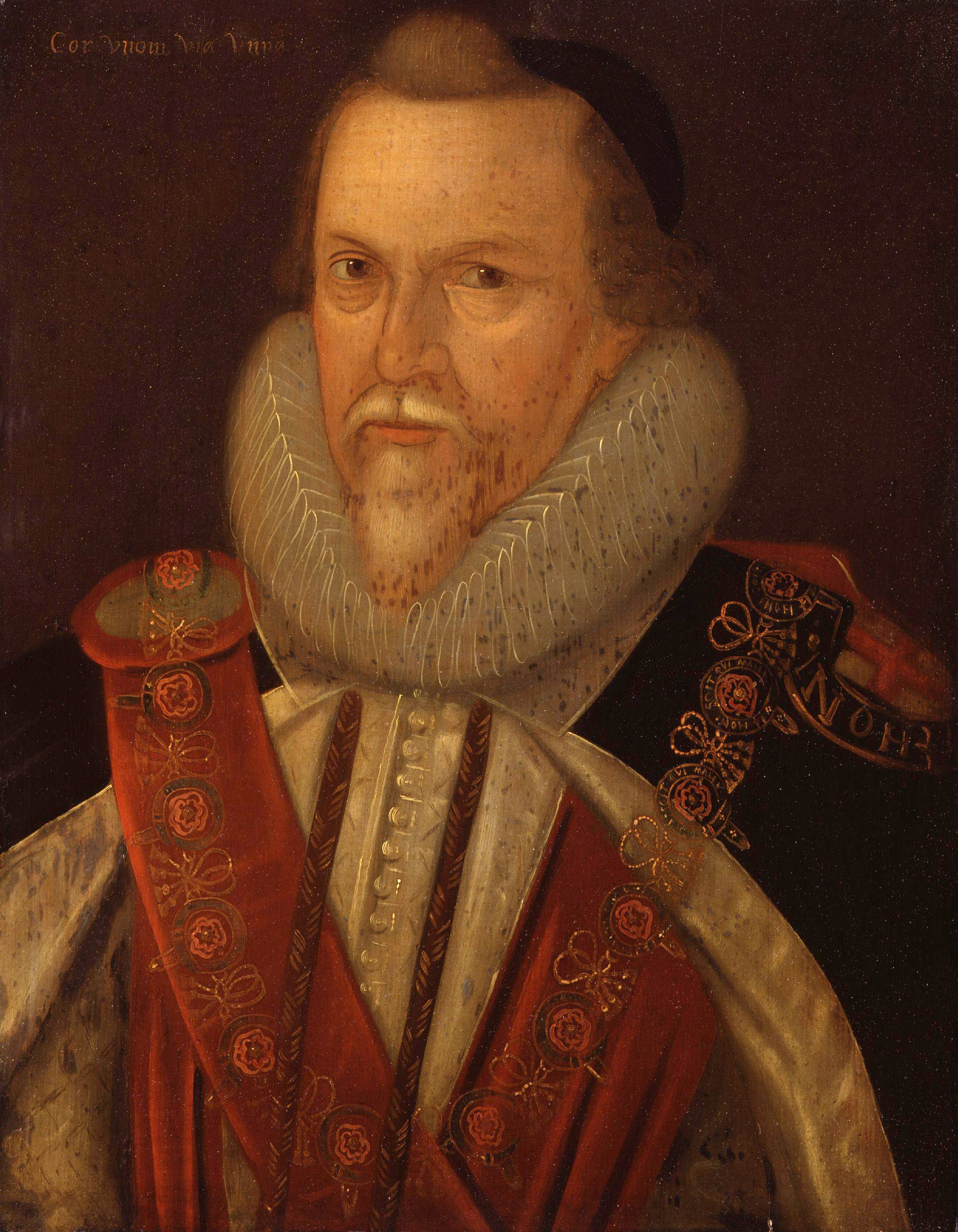
Thomas Cecil, 1. Earl of Exeter

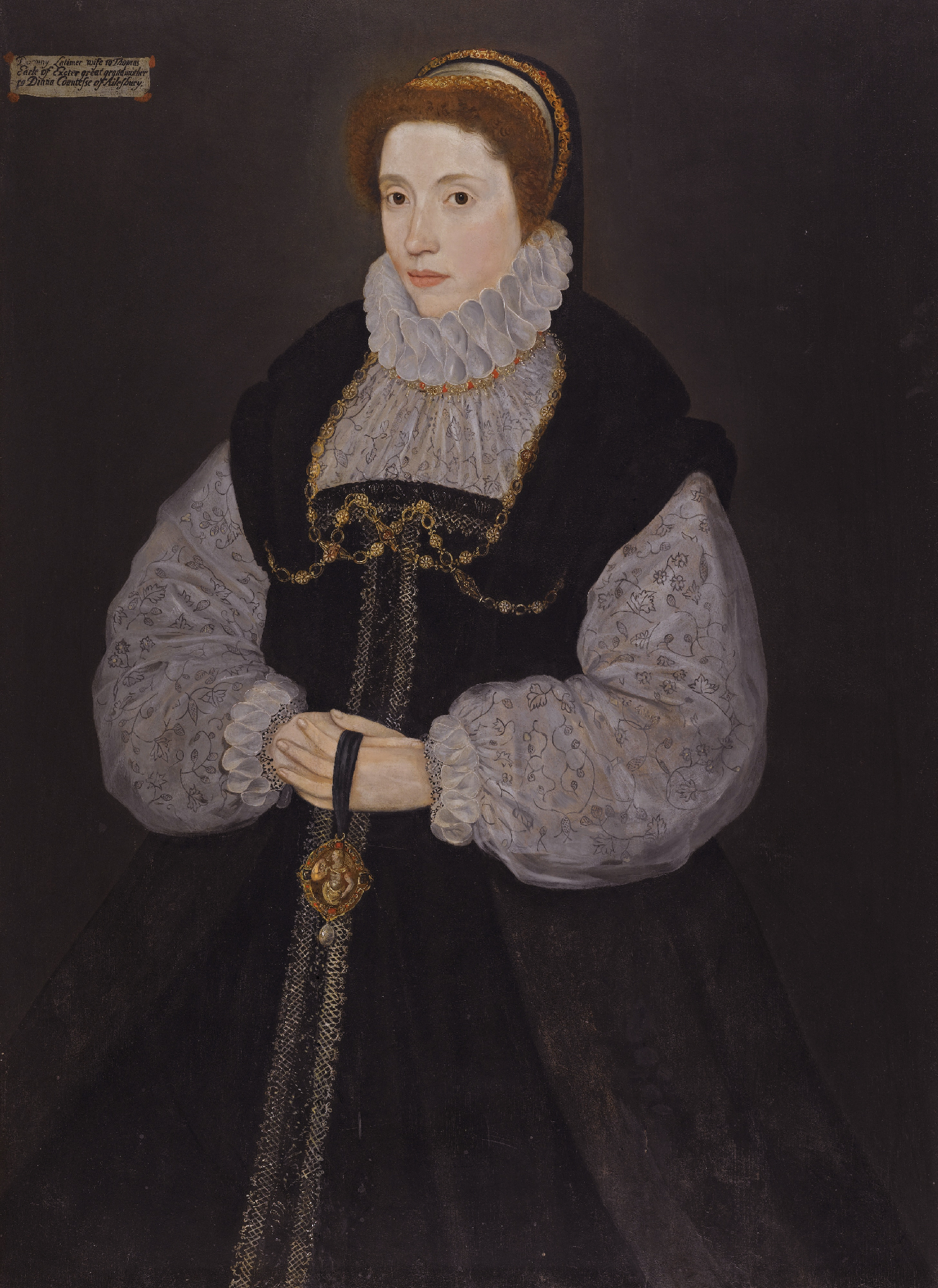
Seine erste Ehefrau Dorothy Nevill

Thomas Cecil, 1. Earl of Exeter KG Kt (* 5. Mai 1542; † 7. Februar 1623) war ein englischer Soldat und Politiker. 

## Leben
Er war der älteste Sohn von William Cecil, 1. Baron Burghley und dessen erster Frau Mary. Ein Halbbruder war Robert Cecil. Zunächst wurde er mit anderen Nachkommen der Familie von Hauslehrern unterrichtet. Zur Vervollständigung seiner Ausbildung schickte ihn sein Vater mit einem Begleiter nach Paris. Dort gab sich Thomas Cecil mehr dem Vergnügen und weniger dem Studium hin. Seine Kavalierreise führte ihn weiter nach Antwerpen, Speyer, Heidelberg und Frankfurt am Main, ehe er 1563 nach England zurückkehrte. 
Durch den Einfluss seines Vaters wurde Thomas Cecil 1563 Abgeordneter im House of Commons. Er vertrat das Borough Stamford in Lincolnshire. Dieser Sitz wurde traditionell von Mitgliedern der Familie Cecil besetzt. Den Ort vertrat er danach weitere zwei Mal (1571, 1572). In den ersten beiden Wahlperioden hat er sich nicht an den Debatten beteiligt. Bei seinen folgenden Wahlperioden  gehörte er zahlreichen Ausschüssen an und beteiligte sich an den Debatten. 
Sein Vater arrangierte 1564 auch die Heirat mit Dorothy Nevill. Diese war eine Tochter von John Nevill, 4. Baron Latymer. Das Paar hatte zusammen dreizehn Kinder, fünf Söhne und acht Töchter, darunter sein Erbe William Cecil und Edward Cecil.
Thomas Cecil nahm als Befehlshaber von 300 Reitern 1569 an der Unterdrückung einer Revolte der Earls im Norden Englands teil. Im Jahr 1573 half er dem schottischen Regenten James Douglas, 4. Earl of Morton Edinburgh Castle einzunehmen. Während eines Turniers schlug Elisabeth I. Thomas Cecil 1575 zum Knight Bachelor.
In den Jahren 1584 und 1586 vertrat er als Knight of the Shire Lincolnshire im House of Commons. Als Robert Dudley, 1. Earl of Leicester 1585 Truppen zur Unterstützung der antispanischen Rebellen in die Niederlande führte, war Thomas Cecil als Kavallerieoffizier dabei. Er wurde bald Gouverneur der von den Engländern kontrollierten Hafenstadt Brielle. Aus Krankheitsgründen musste er den Posten bald aufgeben. Im Jahr 1588 während des Invasionsversuchs der spanischen Armada war er Oberst in einer Einheit zur Verteidigung der Königin. 1592 und 1597 war er Knight of the Shire für Northamptonshire. 
Im Jahr 1590 übernahm er den Besitz des Manor House in Wimbledon. Er ließ ein neues repräsentatives Herrenhaus mit großem Garten und Weinberg anlegen. Die Königin war dort häufig zu Gast. Er wurde von ihr zum Lord Lieutenant of York und President of the Council of the North ernannt. Damit war die Pflicht verbunden, heimliche Katholiken aufzuspüren. Dieser Aufgabe ist er eher nachlässig nachgekommen. Beim Tod des Vaters 1598 erbte er dessen Adelstitel als 2. Baron Burghley und wurde damit Mitglied des House of Lords. 
Im Jahr 1601 unterstützte er als Generaloberst seinen Bruder Robert Cecil bei der Niederschlagung des Aufstandes von Robert Devereux, 2. Earl of Essex. Zum Dank wurde er im selben Jahr in den Hosenbandorden aufgenommen. Nachdem König Jakob I. den Thron bestiegen hatte, wurde er zum Mitglied des Privy Council ernannt. Im Jahr 1605 erhob ihn der König zum Earl of Exeter während sein Bruder Robert Earl of Salisbury wurde. 
Seine erste Frau starb 1609. Bereits 1610 heiratete er Frances Smith, Witwe des Sir Thomas Smith und Tochter des William Brydges, 4. Baron Chandos. Aus dieser Ehe ging eine früh verstorbene Tochter hervor. 
Gesundheitlich angeschlagen zog er sich mehr und mehr aus der Öffentlichkeit zurück, auch wenn ihn der König 1616 in Wimbledon besuchte. Ein Jahr später wurde er damit konfrontiert, dass seine Frau Frances eines Komplottes beschuldigt wurde, die Lady Lake, Ehefrau eines hohen Beamten, vergiften zu lassen. Thomas Cecil appellierte an den König und dieser übernahm selbst den Vorsitz im Gerichtshof der Star Chamber. Das Gericht erklärte die Beschuldigte für unschuldig, während Lady Lake und ihr Ehemann lebenslang im Tower of London inhaftiert wurden.
Bei seinem Tod war Thomas Cecil einer der reichsten Männer Englands und besaß mit Wimbledon, Burghley House und Exeter House in the Strand drei große Schlösser mit dem zugehörigen Besitz. Er hat das Clare College in Cambridge großzügig unterstützt.
Begraben wurde er zusammen mit seiner Frau und einigen seiner Kinder in Westminster Abbey. An ihn erinnert ein Grabmal.